# Amomum botryoideum
Amomum botryoideum är en enhjärtbladig växtart som beskrevs av Elizabeth Jill Cowley. Amomum botryoideum ingår i släktet Amomum och familjen Zingiberaceae. Inga underarter finns listade i Catalogue of Life.